# C'est parti, mon kiki
Pour plus de détails, voir Fiche technique et Distribution.
C'est parti, mon kiki (Psycosissimo) est une comédie policière italienne réalisée par Steno et sortie en 1961.
C'est une parodie du film d'Alfred Hitchcock Psychose, sorti en 1960,.

## Synopsis
Induit en erreur par le tournage d'un film, un mari cocu engage deux acteurs ratés, qu'il croit être de dangereux tueurs, pour tuer sa femme. Cette confusion est la source de situations cocasses et imprévues.

## Fiche technique
Sauf indication contraire, les informations mentionnées dans cette section peuvent être confirmées par la base de données cinématographiques IMDb,  présente dans la section « Liens externes ».
- Titre français : C'est parti, mon kiki ou Cercueil sur mesure[3]
- Titre original italien : Psycosissimo[4]
- Réalisation : Steno
- Scénario : Vittorio Metz, Roberto Gianviti (it), Steno
- Photographie : Tino Santoni (it)
- Montage : Giuliana Attenni (it)
- Musique : Carlo Rustichelli
- Décors : Ivo Battelli (it)
- Costumes : Dina Di Bari
- Production : Vittorio Martino, Leo Cevenini
- Société de production : Flora Film
- Pays de production :  Italie
- Langue de tournage : italien
- Format : Noir et blanc - Son mono - 35 mm
- Durée : 94 minutes (1 h 34)
- Genre : Comédie policière
- Dates de sortie :
  - Italie : 11 février 1961
  - France : 8 janvier 1964[3]

## Distribution
- Ugo Tognazzi : Ugo Bertolazzi
- Raimondo Vianello : Raimondo Vallardi
- Edy Vessel : Annalisa Michelotti
- Monique Just : Marcella Bertolazzi
- Franca Marzi : Clotilde Scarponi
- Spiros Focás : Pietro, le chauffeur
- Francesco Mulè : Arturo Michelotti
- Leonardo Severini : Le commissaire
- Nerio Bernardi : Le professeur d'université
- Renato Montalbano : Le médecin
- Paolo Bonacelli : Un étudiant (non crédité)
- Giuseppe Chinnici : Le pathologiste (non crédité)
- Mario De Simone : Le pompiste (non crédité)
- Consalvo Dell'Arti : L'employé de la pension Scarponi (non crédité)
- Pino Ferrara : Un agent (non crédité)
- Riccardo Ferri (it) : Le gardien de l'usine (non crédité)
- Ignazio Leone : Un agent (non crédité)
- Ugo Pagliai : Un étudiant (non crédité)
- Toni Ucci : Augusto, un pensionante (non crédité)
- Aldo Vasco : Le gardien (non crédité)
- Santo Versace : studente (non crédité)